# Resolución 1508 del Consejo de Seguridad de las Naciones Unidas
La resolución 1508 del Consejo de Seguridad de las Naciones Unidas, aprobada por unanimidad el 19 de septiembre de 2003, tras recordar todas las resoluciones anteriores sobre la situación en Sierra Leona, el Consejo prorrogó el mandato de la Misión de las Naciones Unidas en Sierra Leona (UNAMSIL) por seis meses, hasta el 31 de marzo de 2004.
La resolución declaró que la estabilidad en Sierra Leona dependería de la situación en la vecina Liberia. Ese mismo día, el Consejo de Seguridad adoptó la Resolución 1509 (2003), por la que se establecía la Misión de las Naciones Unidas en Liberia .

## Resolución
El Consejo de Seguridad acogió con satisfacción la estabilización de la situación de seguridad en Sierra Leona y observó que su estabilidad dependería de la paz en la región, en particular en Liberia, que atravesaba su segunda guerra civil. Subrayó la importancia de establecer la autoridad en toda Sierra Leona, incluidos los yacimientos de diamantes, además de la reintegración de los excombatientes, el regreso de los refugiados y los desplazados internos y el respeto de los derechos humanos y el estado de derecho.
Al prorrogar el mandato de la UNAMSIL por seis meses más, el Consejo agradeció a los países que contribuían a la fuerza y a la UNAMSIL por los ajustes realizados en su tamaño, composición y despliegue de conformidad con las resoluciones 1436 (2002) y 1492 (2003).
La resolución destacó que el desarrollo de las capacidades administrativas del Gobierno de Sierra Leona era esencial para la paz a largo plazo. Además, se instó al gobierno a aumentar el control de la minería de diamantes. Entretanto, el Consejo expresó su preocupación por la grave situación financiera del Tribunal Especial para Sierra Leona y pidió a los países que contribuyeran generosamente tanto al Tribunal como a la Comisión de la Verdad y la Reconciliación. Los presidentes de la Unión del Río Mano reanudarán el diálogo y los compromisos encaminados a fortalecer la paz y la seguridad regionales.
El Consejo acogió con satisfacción el despliegue de fuerzas de la Comunidad Económica de los Estados de África Occidental (CEDEAO) en Liberia, con el apoyo de la UNAMSIL. Exigió que los grupos armados de Liberia pusieran fin a sus incursiones en Sierra Leona e instó a las Fuerzas Armadas de Sierra Leona y a la UNAMSIL a patrullar la frontera. Por último, el Secretario General debía seguir examinando la situación en Sierra Leona.